# Gante-Wevelgem 2008
La carrera ciclista Gante-Wevelgem 2008, inscrita en el circuito UCI ProTour 2008, tuvo lugar el 9 de abril del 2008.
La carrera perteneció al UCI ProTour 2008. 

## Clasificación final
| Posición | Ciclista           | Equipo              | Tiempo     |
| -------- | ------------------ | ------------------- | ---------- |
| 1.       | Óscar Freire       | Rabobank            | 5h 01' 35" |
| 2.       | Aurélien Clerc     | Bouygues Telecom    | m.t.       |
| 3.       | Wouter Weylandt    | Quick Step          | m.t.       |
| 4.       | Erik Zabel         | Milram              | m.t.       |
| 5.       | Kenny Dehaes       | Topsport Vlaanderen | m.t.       |
| 6.       | Luca Paolini       | Acqua & Sapone      | m.t.       |
| 7.       | José Joaquín Rojas | Caisse d'Épargne    | m.t.       |
| 8.       | Stuart O'Grady     | CSC                 | m.t.       |
| 9.       | Heinrich Haussler  | Gerolsteiner        | m.t.       |
| 10.      | Roger Hammond      | High Road           | m.t.       |